# Knochengewebe

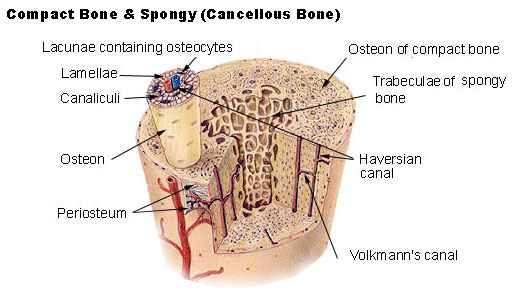
Schematischer Aufbau eines Röhrenknochens.

Knochengewebe heißt dasjenige Gewebe, das dem Knochen seine Stabilität verleiht. Knochengewebe wird dem Binde- und Stützgewebe zugerechnet und besteht aus einem Netzwerk von Knochenzellen (Osteozyten), das in eine extrazelluläre Matrix aus 25 % Wasser, 30 % organischen und 45 % anorganischen Stoffen eingebettet ist. Die inneren und äußeren Oberflächen des Knochengewebes sind mit Endost bzw. Periost überzogen; diese Knochenhäute enthalten die Osteoklasten und Osteoblasten, die das Knochengewebe im Rahmen des Knochenumbaus ab- bzw. wieder aufbauen.

## Knochenmatrix

### Organische Bestandteile
Die organischen Anteile der Knochenmatrix bestehen zu 95 % aus Kollagen Typ I und zu 5 % aus Proteoglycanen sowie mehreren anderen nicht-kollagenen Proteinen, beispielsweise Osteonectin, Osteopontin und Osteocalcin. Knochenmatrix, die allein aus diesen organischen Bestandteilen besteht, heißt Osteoid und kommt als Vorstufe zur mineralisierten Matrix beim Aufbau von Knochengewebe sowie in geringer Menge unmittelbar unterhalb des Endosts vor.

### Anorganische Bestandteile
An die zugfesten Kollagenfibrillen sind longitudinal Hydroxylapatit-Kristalle angelagert, die dem Knochen seine Druckfestigkeit verleihen; die Anlagerung und definierte Ausrichtung der Kristalle kommt durch ihre Affinität zu den Kollagenmolekülen zustande. Die Phosphationen im Hydroxylapatit sind zu einem geringen Anteil durch Carbonationen ersetzt und Hydroxygruppen sind seltener als im reinen Hydroxylapatit. Die Kristallite haben nur eine Dicke von 3 nm. Zu etwa einem Prozent sind auch Citratmoleküle im Knochen eingebaut.

## Lakuno-kanalikuläres System
Die Osteozyten durchziehen die Knochenmatrix mit langen Zellfortsätzen, mit denen sie mechanische Belastung erfassen und untereinander mittels Gap Junctions Nährstoffe und Informationen austauschen. Die mineralisierte Knochenmatrix liegt diesem Netzwerk nicht unmittelbar an: Die Zellkörper liegen in kleinen Höhlen (Lakunen) und die Zellfortsätze in Knochenkanälchen (Canaliculi), das so entstehende mit interstitieller Flüssigkeit gefüllte Hohlraumsystem wird lakuno-kanalikuläres System genannt.

## Einteilung
Nach der räumlichen Organisation der Kollagenfibrillen werden Geflechtknochen und Lamellenknochen unterschieden.

### Geflechtknochen
Im Geflechtknochen sind im Gegensatz zum Lamellenknochen die Osteozyten unregelmäßig verteilt und die Kollagenfasern der Knochenmatrix sind in groben Bündeln scheinbar ungeordnet ausgerichtet. Geflechtknochen entsteht bei der Osteogenese und in der ersten Phase der Knochenheilung; meist wird er später im Rahmen des natürlichen Knochenumbaus in den biomechanisch hochwertigeren Lamellenknochen umgebaut. Bei Erwachsenen kommt er lediglich im Felsenbein, in den Gehörknöchelchen, an den Zahnfächern und den Rändern der Schädelnähte vor. Auch bestimmte Knochentumoren und Knochenzysten können sich aus Geflechtknochen zusammensetzen. Geflechtknochen enthält relativ viele Osteoblasten, ist gut durchblutet und weniger mineralisiert als Lamellenknochen. Er ist sehr zugfest und biegungselastisch.

### Lamellenknochen
Lamellenknochen ist stabiler als Geflechtknochen und ersetzt diesen beim Menschen ab dem 2. Lebensjahr. Er besteht aus 3 µm bis 5 µm dicken Schichten, in denen die Kollagenfibrillen annähernd gleichartig ausgerichtet sind. Zwischen aufeinander liegenden Lamellen wechselt diese Verlaufsrichtung, indem die zur Belastungsrichtung senkrecht stehende Komponente ihr Vorzeichen wechselt. Der Winkel der Fibrillen zur Belastungsrichtung ist umso kleiner, je mehr der Knochen auf Zug beansprucht wird.
In der Spongiosa sind die Lamellen überwiegend parallel zur Trabekeloberfläche angeordnet. Die Trabekel sind gefäßlos, sodass die Osteozyten darin per Diffusion aus den Gefäßen des Knochenmarks ernährt werden müssen, was die Dicke der Trabekel auf in der Regel 300 µm begrenzt.
Auch an der Außenseite der Kortikalis verlaufen die Lamellen parallel zur Oberfläche, sodass eine äußere Generallamelle (Syn. Grundlamelle) entsteht, die den Knochen vollständig umgibt. Manche Knochen besitzen auch eine innere Generallamelle auf der der Markhöhle zugewandten Seite der Kortikalis. In ihrem Inneren ist die Kortikalis aus Osteonen und Schaltlamellen aufgebaut.

#### Osteone
Ein Osteon (von griech. ὀστέον „Knochen“; auch Havers-System nach Clopton Havers) besteht aus einem zentralen Havers-Kanal, der kleine Blutgefäße enthält. Um diesen Kanal sind konzentrisch etwa 5 bis 20 Knochenlamellen (Havers-Lamellen) angeordnet. Senkrecht zu den Havers-Kanälen verlaufen Volkmann-Kanäle, die ebenfalls kleine Gefäße enthalten und damit Anastomosen zwischen den Havers-Gefäßen schaffen.

#### Schaltlamellen
Im Rahmen der Knochengeweberemodellierung werden in Belastungsrichtung ständig neue Osteone durch die Kortikalis getrieben, wobei bestehende Strukturen von Osteoklasten abgebaut und von nachfolgenden Osteoblasten neue Lamellen von außen nach innen auf die entstandene Tunnelwand gebaut werden. Osteone, die nicht mehr vollständig sind, weil sie teilweise von neuen Osteonen ersetzt wurden, füllen als Schaltlamellen den Raum zwischen den Osteonen. Das Ergebnis des Umbauprozesses ergibt die Knochendichte.